# Гай-стріт-Кенсінгтон (станція метро)
51°30′03″ пн. ш. 0°11′33″ зх. д. / 51.5008° пн. ш. 0.1925° зх. д.

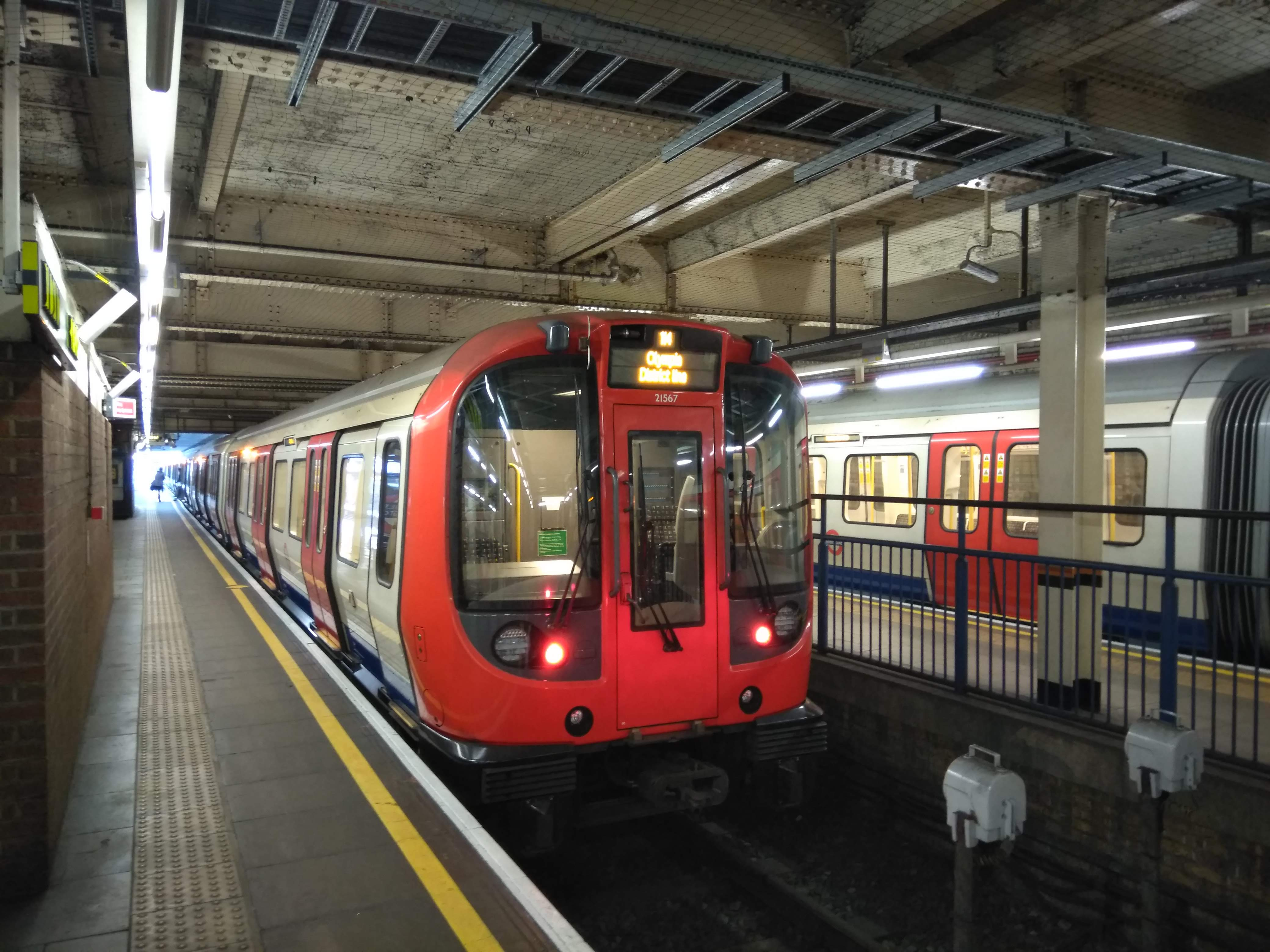
Платформи станції Гай-стріт-Кенсінгтон

Гай-стріт-Кенсінгтон (англ. High Street Kensington) — станція Лондонського метро, обслуговує лінії Дистрикт та Кільцева. Розташована у 1-й тарифній зоні, під Гай-стріт-Кенсінгтон, для лінії Кільцева між станціями Глостер-роуд та Ноттінг-гілл-гейт, для Дистрикт — Ерлс-Корт та Ноттінг-гілл-гейт. Пасажирообіг на 2017 рік — 12.76 млн. осіб

## Історія
- 1 жовтня 1868 — відкриття станції у складі Metropolitan Railway (MR, сьогоденна лінія Метрополітен), як Кенсінгтон (Гай-стріт)[3]
- 3. липня 1871 — початок трафіку District Railway (DR, сьогоденна Дистрикт), як складової Внутрішнього кільця[4]
- 1880 — станцію перейменовано на Гай-стріт-Кенсінгтон
- 1949 — Внутрішнє кільце перейменовано на Кільцеву лінію, припинення франшизи Метрополітен[5]
- 25 листопада 1963 — припинення вантажних операцій по станції[6]

## Пересадки
На автобуси оператора London Buses маршрутів 9, 23, 27, 28, 49, 52, 70, 328, 452, C1, нічних маршрутів N9, N28, N31. National Express Coaches 701/702.

## Послуги
| Попередня станція | Лінія | Лінія                           | Лінія   | Наступна станція  |
| ----------------- | ----- | ------------------------------- | ------- | ----------------- |
| Глостер-роуд      |       | Лондонське метро Кільцева лінія |         | Ноттінг-гілл-гейт |
| Ерлс-корт         |       | Лондонське метро Лінія Дистрикт |         | Ноттінг-гілл-гейт |
| Ерлс-корт         |       | Лондонське метро Лінія Дистрикт | Кінцева |                   |